# Карленко Василь Павлович
Василь Павлович Карленко (1 листопада 1950; Богуслав, Україна — 10 вересня 2023) — український радянський біатлоніст, член збірної України та СРСР в 1969—1978 роках. Кандидат педагогічних наук, професор кафедри легкої атлетики, зимових видів та велосипедного спорту Національного університету фізичного виховання і спорту України. Колишній головний тренер збірної команди України з біатлону. Почесний член Національного олімпійського комітету України, віце-президент Федерації біатлону України.

## Біографія
Василь Павлович Карленко народився в місті Богуслав Богуславського району Київської області.
З 1969 по 1978 рік виступав за збірну команду УРСР з біатлону. За цей час став багаторазовим переможцем та призером міжнародних змагань країн учасниць Варшавського договору — «За дружбу і братство» та «Свято Півночі» (1971—1975), Спартакіади народів Росії із запрошенням Союзних Республік (1969), чемпіонатів СРСР (1974—1977) та УРСР (1970—1977) з біатлону, змагань серед ветеранів з лижних гонок.
Кандидат в майстри спорту з лижних гонок та туризму, майстер спорту СРСР з біатлону (1970), майстер спорту міжнародного класу з біатлону (1971, 1974).
В 1973 році закінчив Київський державний інститут фізичної культури за спеціальністю фізична культура та спорт.